# Dimarella (Dimarella) tarsalis
Dimarella (Dimarella) tarsalis is een insect uit de familie van de mierenleeuwen (Myrmeleontidae), die tot de orde netvleugeligen (Neuroptera) behoort. 
Dimarella (Dimarella) tarsalis is voor het eerst wetenschappelijk beschreven door Guilding in 1833.